# رباب
رَباب (Rabab) یک ساز کهن و قدیمی است که خاستگاه آن خراسان قدیم (افغانستان کنونی) است. رباب بیش از یک هزار سال قدمت دارد و گویش پارسی‌اش رواوه می‌باشد. در متون باستانی و یونانی و به ویژه در لاتین «پندورا پرزاروم» نگاشته شده‌است.

## تاریخچه
خاستگاه رباب، به اعتقاد جان بیلی، موسیقی‌دان انگلیسی که سالهای زيادی درباره موسيقی محلی افغانستان تحقیق کرده است، شهر هرات است.
گفته شده شخصی بنام «نتن خان» که در قرن ۱۶ میلادی در دامنه‌های پامیر بدخشان می‌زیسته‌است و معاصر اکبر کبیر (سومین پادشاه از سلسله گورکانیان یا امپراتوری مغولی هند) بوده این ساز را بازطراحی کرده‌است.
این سازِ آرشه‌ای بدنه‌اش مانند رباب کوچک، دو کاسه‌ای است که نخست به شکل ساز آرشه‌ای بوده و با آرشه یا کمان نواخته می‌شده اما به مرور زمان تکامل یافته و با مضرابی به نام ناخنک یا شهباز نواخته می‌شود. این ساز قبلاً دو سیم داشته که بعدها یک سیم دیگر به آن اضافه شده‌است و آن را کمانچه می‌نامند.
از نوازندگان رباب در ایران به محمدنسیم خوش نواز اشاره کرده و در افغانستان می‌توان به محمد رحیم خوش‌نواز اشاره کرد.

## اجزاء تشکیل دهنده

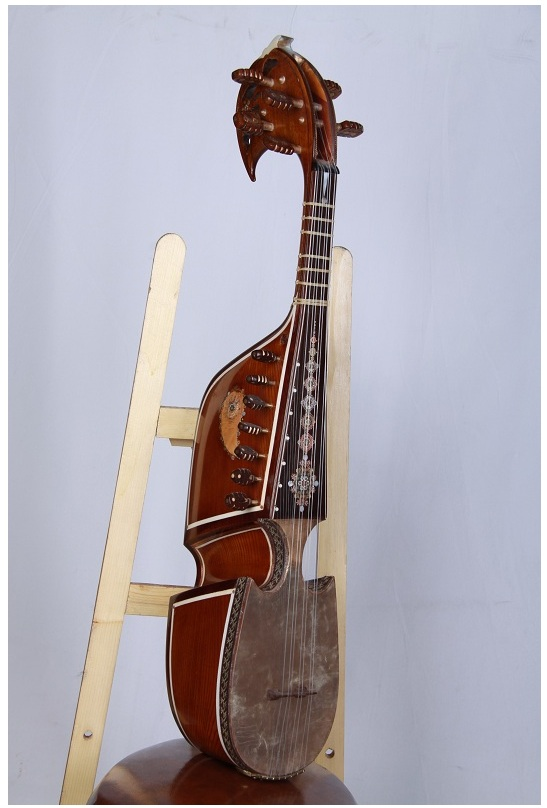
رباب ساخته استاد حسین قلمی

تنهٔ این ساز از چوب توت بی دانه ساخته می‌شود که داخل آن تهی بوده و پوست روی آن از پوست بزغاله کشیده می‌شود، تارهایش در قدیم «زه» یا روده بود که استاد محمدعمر تغییراتی اصلاحی در پرده‌ها و تارهای رباب ایجاد کرد و تار نایلون به کار برد.
رباب مجموعاً از چهار قسمت شکم، سینه، دسته و سر تشکیل شده‌است، شکم در واقع جعبه‌ای به شکل خربزه‌است که بر سطح جلویی آن، پوست کشیده شده و خرکی کوتاه روی پوست قرار گرفته‌است. سینه نیز جعبه‌ای مثلث شکل است که سطح جلویی آن، تا اندازه‌ای گرد و ماهی شکل و از جنس چوب است. در سطح جانبی سینه (سطحی که هنگام نواختن در بالا قرار می‌گیرد)، هفت گوشی تعبیه شده که سیم‌های تقویت کننده صدای ساز به دور آن‌ها پیچیده می‌شوند. بر سطح جانبی دیگر (سطح پائینی)، پنجره‌ای دایره‌ای شکل ساخته شده‌است. دسته ساز نسبتاً کوتاه است و بر روی آن، حدود ده «دستان» بسته می‌شود و بالاخره در سر ساز، مانند، تار جعبهٔ گوشی‌ها قرار گرفته و در سطوح بالائی و پائینی این جعبه، هر یک سه گوشی تعبیه شده‌است، سطح جانبی جعبهٔ گوشی‌ها کمی به طرف عقب ادامه یافته‌است.
تعداد سیم‌های رباب شش یا سه سیم جفتی است که سیم‌های جفت با یکدیگر هم‌صوت کوک می‌شوند، سیم‌های رباب در قدیم از روده ساخته می‌شده درحالی‌که امروز آن‌ها را از نخ نایلون می‌سازند و سیم بم (نظیر گیتار) روی جسم نایلونی‌اش روکشی فلزی دارد. رباب اساساً سازی محلی است و در نواحی خراسان و افغانستان معمول است.
- کاسه
- بدنه
- صفحه
- دسته
- گوشی‌ها
- شیطانک
- سیم گیر
- سر پنجه (تاج): ا ز چوب توت ساخته می‌شود
- پوست: روی قسمت پایینی کاسه کشیده می‌شود و از پوست آهو و پوست بز است.
- خرک: از شاخ آهو و گاهی از چوب توت ساخته می‌شود
- دستانها: اغلب از زه است گاهی هم از نخ نایلونی و نخ‌های نسوز استفاده می‌شود
- مضراب: از جنس شاخ آهو یا پلاستیک است.
- تارهای اصلی ۱ و۲ و ۳ روده‌ای نازک، ۴ روده‌ای ضخیم
- تارهای فولادی (فولاد)[۵][۶]

## ریشه‌شناسی واژه رباب
واژه رباب عربی است و معاهده (اقرب الموارد)(منتهی الارب) (آنندراج) (ناظم الاطباء) (از متن اللغة)، ابر سفید (از اقرب الموارد) (منتهی الارب) (از شرفنامهٔ منیری) (از منتخب اللغات) (غیاث اللغات) (از متن اللغة) و زن قشنگ و زیبا، نام زنی. (منتهی الارب). نام یک معشوقهٔ عرب بوده. (فرهنگ نظام). نام زنی به حسن مشهور. (انجمن آرا). نام زنی است جمیله معشوقهٔ دعد. (آنندراج) (غیاث اللغات) (از منتخب اللغات). نام زنی به حسن مشهور در عرب. (فرهنگ رشیدی) معنی می‌دهد. «رباب» دختر امرء القیس، همسر حسین بن علی، مادر علی «اصغر» (عبدالله) و سکینه بود. زبان شناسان و فرهنگ نویسان زبان انگلیسی به فارسی - قرن ۱۸ میلادی مانند جان ریچاردسون واژه رباب را با تلفظ‌های گوناگون رُباب (Rubab) و  ِرباب  (Rebab) و رَباب (Rabab) به زبان انگلیسی برگردان کرد.
فرهنگ نویسان فارسی به زبان‌های لاتین (یونانی، فرانسوی و ایتالیایی) قرن ۱۷ واژهٔ رباب را رواوه (Ruwawah), باربط سنگین (Barbitos gravis) , شاشنگ (Shashnag) و پندورای پارسی (Persico Pandura) سیتارا (Cithara)برگردان نموده بودند.
یوهان آوگوست فویلرس (Johann August Vullers) زبان‌شناس و فرهنگ‌نویس آلمانی زادهٔ شهر بن آلمان، در فرهنگ فارسی به لاتین رباب را معرب واژه پارسی رواوه دانسته که در آن آوه یا آواز حزین نهفته‌است. یوهان آوگوست فویلرس در فرهنگ یاد شده در برگ ۵۰۰ خود نام قدیمی رباب چار تاره را این‌گونه شیشکو به کردی کرمانسی شیشاآنگ نگارش نموده‌است.
در متون گذشته و فرهنگ‌های پارسی اسدی توسی تا برهان قاطع برای اشاره به رباب Cithar, Setar, و به رباب چار تار شاشک, شارشک, شوشک و بالاخره شاشنگ آمده‌است. در زبان فارسی ساز ضربتی-زهی و زخمه‌ای رُباب (Robab, Rubab) و سازواره آرشه‌ای یا کمانی رِباب (Rebec, Rebab)از نگاه مرفولوژی زبانی واژه‌های هم‌نویس (Homograph) اند که رونویس یکسان ولی از دیدگاه آواشناسی هم آواز نیستند. هر دو واژه‌ها با احتمال قوی پارسی نیستند و امکان دارد معرب باشند؛ و این هر دو واژه در زبان فارسی از زبان عربی وام گرفته شده باشد. هردو ساز موسیقی باهم شباهت نزدیک دارند که رباب سازی است که با انگشت و مضراب "زده" یا نواخته می‌شود؛ و رباب که به آن مردمان با زبان‌های غیرعربی یعنی هندو ایرانی غیچک (Ghichak) و در زبان هندو ژرمنی آلمانی "گیگی" (Geige) که با کمان "سایده", "شقیده" یا نواخته می‌شود. به زبان‌های هندو اروپایی به رباب عربی Rebec گفته می‌شود.
در حالی که رِباب Robab دو پیکری، دوکاسه‌ای و دو بدنی (Corpus) و مانند سی‌تار دارای ۱۸ تا ۲۱ تار دارد که سه تا چار تار برای ملودی (تارهای اصلی) و ۱۷ و ۱۸ تار برای تشدید ارتعاش (Resonance), ضربات منظم و موزون همین تارهای مهتر باریک‌اند. کاسه‌های رباب به هم نزدیک اند؛ ولی کاسه‌های سیتار یا سوبهار از هم جدا شده و فاصله گرفته‌اند یا بزرگی کاسه دوم کمتر شده و حتی از بین رفته و حتی تغیر جایگاه و سمت داده‌است. در سی تارها کاسهٔ کوچک دومی که در بخش پایانی سر و دستهٔ پنجه قرار داشته، حذف شده‌است. در ساز سوبهار کاسه درعقب سر ساز قرار دارد. غیچک به عنوان «ربیک» یک کاسه‌ای است و تارهای باریک ضربتی تشدید ارتعاشی ندارد. بربط، عود سرود و رباب کوچک، تمام سازواره‌های با پسوند تار در جمله سازهای زهی زخمه‌ای می‌باشند.

## درنگاه مترجمان
در ترجمه آثار بزرگان ادبیات و چکامه‌های فارسی نو (از رودکی تا جامی) اسم خاص «رباب» برگردان شده‌است. فریدریش روکرت (Friedrich Rückert) مترجم شاهنامه فردوسی رباب را بکار نبرد است، بلکه از «آهنگ تار» (Saitenklang) بهره گرفته، هامر پورگشتال مترجم معاصر دیوان حافظ نیز به‌جای رباب (Laute) از آهنگ تار استفاده کرده‌است.

## در ادبیات

رباب ساخت افغانستان مربوط به قرن ۱۹

سازهای موسیقی هند و ایرانی و تورانی (خراسان) همگی با هم از نظر فرهنگی هم خانواده‌اند؛ و این سه حلقهٔ فرهنگی از اسطوره و دانش جدایی ناپذیراند. واژهٔ رباب در شاهنامه فردوسی بارها بکار برده شده‌است و نشاندهندهٔ قدمت یکهزار و یکصد سالهٔ این ساز است:
| در آن خانه سیصد پرستنده بود  |  | همه با رباب و نبید و سرود    |
| بمرو اندر از بانگ چنگ و رباب |  | کسی را نبد هیچ آرام و خواب   |
| نیامد سر مرغ و ماهی بخواب    |  | از آن بزم و آواز چنگ و رباب  |
| همه شب ز آواز چنگ و رباب     |  | سپه را نیامد بر آن دشت، خواب |

همچنین اسدی توسی، انوری، ناصرخسرو، سنایی امیرخسرو دهلوی، بیدل عطار، حافظ، سعدی، مولوی سلطان ولد و بسیاری دیگر در آثار شان رباب بکار رفته‌است.
| مجلسی سازم با بربط و با چنگ و رباب |  | با ترنج و بهی و نرگس و با نقل و کباب. |
| — منوچهری                          |  |                                       |

| پند کی گیرد فرزند تو ای خواجه ز تو |  | چون رباب است به دستت در و بر سَرْت شراب. |
| — ناصرخسرو                         |  |                                        |

| ز چشمت خواب بگریزد چو گوشت زی رباب آید |  | بخواب اندر شوی آنگه که برخواند کسی قرآن. |
| — ناصرخسرو                             |  |                                          |

| بنالم ایرا با من فلک همی کند آنْک |  | بزخم زخمه بر ابریشم رباب کنند. |
| — مسعودسعد                       |  |                                |

| دانی چرا خروشد ابریشم رباب |  | ازبهر آنکه دائم هم‌کاسهٔ خر است. |
| — کافی بخاری               |  |                                |

| پیریش چنگ پشت کرد و ضعیف |  | چون بریشم ز گوشمال رباب. |
| — سوزنی                  |  |                          |

| روا بود که شود گوشمال دیده ز دهر |  | کسی که بیهده گردنکشی کند چورباب. |
| — مجیر بیلقانی                   |  |                                  |

| وز چوب زدن رباب، فریاد |  | چون کودک عشرخوان برآورد. |
| — خاقانی               |  |                          |

| در برم آمد چو چنگ، گیسو در پاکشان |  | من شده از دست صبح، دست بسر چون رباب. |
| — خاقانی                          |  |                                      |

| بر رود و رباب و نالهٔ چنگ |  | یکرنگ نوایی این دو آهنگ. |
| — نظامی                  |  |                          |

| لیلی و خروش چنگ در بر |  | مجنون چو رباب دست برسر. |
| — نظامی               |  |                         |

| بنواز مرا که بی تو برخاست |  | چون چنگ ز هر رگم فغانی  |
| نی نی چو ربابم از غم تو   |  | یعنی که رگی و استخوانی. |
| — عطار                    |  |                         |

| دو بیتم جگر کرد روزی کباب |  | که می‌گفت گوینده ای با رباب. |
| — سعدی                    |  |                             |

| باز وقتی که ره خراب شود |  | کیسه چون کاسهٔ رباب شود. |
| — سعدی                  |  |                         |

| من که قول ناصحان را خواندمی قول رباب |  | گوشمالی دیدم از هجران که اینم پند بس. |
| — حافظ                               |  |                                       |

| چه نسبت است برندی صلاح و تقوی را |  | سماع وعظ کجا نغمهٔ رباب کجا. |
| — حافظ                           |  |                             |

| در گوش مشتری شده آواز چنگها |  | بر چرخ زهره خاسته بانگ رباب‌ها. |
| — ملک الشعراء بهار          |  |                                |

| رباب و چنگ عالم گر بسوزد |  | بسی چنگی پنهانیست یارا. |
| — مولانا                 |  |                         |

کلمه رباب چند بار در ارتباط با سایر آلات موسیقی گوناگون مانند رود، شاهرود (فارابی)، "بانگ"، چنگ، نای و نی شاه نایی، تار، دوتار، سه تار، سنتور، تنبور، (گیتار) (در زبان غیر استاندارد بعوض [الف] از [و] استفاده می‌شود: نون به‌جای نان، جون به‌جای جان و تور برای تار) و شاه رباب از نویسندگان ادبیات فارسی از آخر هزاره اول میلادی دراشعار فردوسی، جامی و پروین اعتصامی مورد استفاده قرار گرفته‌است. پسر بزرگ جلال الدین محمد بلخی (مولوی)، سلطان ولد، یک کتاب تحت نام رباب نامه ("Rubabnameh") نوشت؛ که در جایگاه مرکزی بین ابتدانامه و انتهانامه قرار گرفت.
فرهنگ دهخدا به واژه‌های گوناگون از زبان فارسی پیرامون معنای رباب اشاره داد. توماس هاید ۱۷۰۰ میلادی از ۵۰ فرهنگ (Pharhang) زبان فارسی که در هند و ایران به چاپ رسیده نام برده و فهرست سه برگی تهیه دیده‌بود. رباب معرب ساز رواده (Rovadeh) است که پیش از فردوسی به رباب گفته می‌شد. این واژه به فارابی نسبت داده شده‌است. در کاشغر به رباب راوپا (Rawpa) گفته می‌شود. "رُواده" (Ruvadeh) "Ruwde" به معنای "رشته" , "دل" "روده" یا تار از روده معنی شده‌است.
همچنین در تذکره الاولیاء عطار تنها از دو ساز رباب و بربط یاد شده است و این گویای غلبه‌ی این دو ساز در آن عصر بوده است. همچنین اشاره به آموزش موسیقی و نواختن ساز تا قرن ششم هجری تنها در یک داستان از همین کتاب مطرح می‌شود که آن هم مربوط به ساز رباب است.

## انواع ساز
سه اندازه رباب وجود دارد:
1. رباب بزرگ یا شاه رباب Shahrubab
2. رباب میانه یا رباب
3. رباب کوچک یا زیلچه Zeleche
4. رباب (ربابه خوزستان)

## شکل‌های ساز
- رباب با کاسه مربعی شکل
- رباب با کاسه استوانه‌ای
- رباب با کاسه کشتی یا کشکول
- رباب با کاسه گلابی شکل
- رباب با کاسه کروی شبیه به کمانچه
- رباب با کاسه‌ای شبیه سه تار یا تنبور کنونی
- رباب با کاسه‌ای بیضی[۱۳]